# Lični živac
Lični živac, poznat i kao sedmi moždani živac ili facijalis (latinski: nervus facialis, od facies, 'lice') parni je moždani živac. Glavna mu je funkcija motorička inervacija mišića lica. Uz motorna vlakna ima i vlakna za inervaciju suzne žlijezde, te vodi i posuđena okusna vlakna za dio jezika. Facijalis izlazi iz mozga zajedno sa osmim moždanim živcem (vestibulokohlearni živac) u pontocerebralnom kutu, dok jedan dio vlakana izlazi na ventralnoj (prednjoj) strani mozga, između ponsa (mosta) i medulle oblongate (produžene moždine). Jezgre facijalisa su Ncl. nervi facialis, Ncl. salivatorius superior i Ncl. tractus solitarii.
Upala ličnog živca ili ozljeda može izazvati perifernu paralizu s oduzetošću svih mišića lica jedne strane (tzv. Bellova paraliza). Ozljeda iznad njegove jezgre (supranuklearna ozljeda) može izazvati paralizu samo donje polovice lica. Razlog tome je i djelomično ukrštanje nadređenih vlakana iz područja moždane kore za čelo i očne kapke.